# 三王
三王，夏、商、周三朝的第一位帝王大禹、商湯王、周武王及周文王的合稱。如，《舊唐書·列傳·鄭畋》：「代有忠貞之士，力為匡復之謀。我國家應五運以承乾，躡三王之垂統，綿區飲化，匝宇歸仁。」
三王常和五帝並稱「五帝三王」，也常和堯、舜並稱「二帝三王」，加上三皇合稱「三皇五帝三王」。例如，李斯《諫逐客書》：「是以泰山不让士壤，故能成其大；河海不择细流，故能就其深；王者不却众庶，故能明其德。是以地无四方，民无异国，四时充美，鬼神降福，此五帝三王之所以无敌也。」白居易《與元九書》：「二帝三王所以直道而行、垂拱而理者，揭此以為大柄，決此以為大竇。」《禮記》云：「三皇禪奕奕，謂盛德也。五帝禪亭亭，特立獨起於身也。三王禪梁甫，連延不絕，父沒子繼也。」